# Gil·lespita
La gil·lespita o gillespita és un mineral de la classe dels silicats, que pertany i dona nom al grup de la gil·lespita. Rep el nom en honor del senyor Frank Gillespie de Richardson, Alaska, qui va recollir l'exemplar tipus en una morrena.

## Característiques
La gil·lespita és un silicat de fórmula química BaFe2+Si₄O10. Cristal·litza en el sistema tetragonal. La seva duresa a l'escala de Mohs és 4.
Segons la classificació de Nickel-Strunz, la gil·lespita pertany a «09.EA: Fil·losilicats, amb xarxes senzilles de tetraèdres amb 4-, 5-, (6-), i 8-enllaços» juntament amb els següents minerals: cuprorivaïta, effenbergerita, wesselsita, ekanita, apofil·lita-(KF), apofil·lita-(KOH), apofil·lita-(NaF), magadiïta, dalyita, davanita, sazhinita-(Ce), sazhinita-(La), okenita, nekoïta, cavansita, pentagonita, penkvilksita, tumchaïta, nabesita, ajoïta, zeravshanita, bussyita-(Ce) i plumbofil·lita.

## Formació i jaciments
Va ser descoberta a Dry Delta, a la serralada d'Alaska (Alaska, Estats Units). També ha estat descrita en altres indrets de Califòrnia (Estats Units), Canadà i Mèxic.